# Corticaria pharaonis
Corticaria pharaonis is een keversoort uit de familie schimmelkevers (Latridiidae). De wetenschappelijke naam van de soort werd in 1867 gepubliceerd door Victor Ivanovitsch Motschulsky.
Het gele tot roodgele kevertje wordt 1,8 tot 2,3 millimeter groot. De soort komt voor in Egypte, Cyprus en de Verenigde Arabische Emiraten.